# Termopsidae
Termopsidae (лат.) — ископаемое семейство термитов. В 2009 году все современные роды были выделены в отдельное семейство Archotermopsidae

## Классификация
В старом широком объёме Termopsidae включало несколько современных родов и около 20 видов. Однако, положение рода Stolotermes считалось спорным в составе Termopsidae и требовало подтверждения новыми исследованиями. Возможно, он несколько ближе к таким семействам, как Rhinotermitidae или Termitidae. Возможен также его статус в ранге самостоятельного семейства, подобно тому как был выделен род Serritermes, что потом и подтвердилось.
Пять современных родов, ранее включаемых в Termopsidae (Archotermopsis, Hodotermopsis, Porotermes, Stolotermes и Zootermopsis) недавно были выделены в отдельное новое семейство Archotermopsidae, в результате чего в Termopsidae остались только вымершие группы.
Несколько ископаемых родов относят к этому семейству термитов.
- Род Asiatermes (Меловой период, КНР)
- Род Huaxiatermes (Меловой период, КНР)
- Род Mesotermopsis (Меловой период, КНР)
- Род Cretatermes (Меловой период, Лабрадор, Канада)
- Род Lutetiatermes (Меловой период, Франция)
- Род Paleotermopsis (Меловой период, Франция)
- Род Parotermes (Олигоцен, Колорадо, США)
- Род Valditermes — дискуссионно
  - Valditermes acutipennis (Меловой период, Монголия)
  - Valditermes brenanae (Меловой период, Англия)
- Род Hodotermopsella Engel et Jouault, 2024
  - Hodotermopsella novella Engel et Jouault, 2024[4]
- Род Tyrannotermes Engel et Jouault, 2024
  - Tyrannotermes spinifer Engel et Jouault, 2024[4]

### Классификация до 2009 года
Ранее в состав семейства включали несколько современных родов.
- Подсемейство Termopsinae
  - Род Archotermopsis (1 вид)
  - Род Hodotermopsis (6 вида)
  - Род Zootermopsis[5] (3 вида)
- Подсемейство Porotermitinae
  - Род Porotermes (3 вида)
- Подсемейство Stolotermitinae. В 2009 году было выделено в отдельное семейство Stolotermitidae (Engel, Grimaldi, Krishna, 2009)[2]
  - Род Stolotermes (7 видов)